# 7561 Патрікмішель
7561 Патрікмішель (7561 Patrickmichel) — астероїд головного поясу, відкритий 7 жовтня 1986 року.
Тіссеранів параметр щодо Юпітера — 3,270.